# Sons and Daughters
Sons and Daughters waren eine Pop-/Rockband aus Glasgow, die 2001 von Adele Bethel und David Gow gegründet wurde und sich Ende 2012 auflöste.

## Geschichte
Nachdem die Band in Clubs und als Supportband (unter anderem für Franz Ferdinand) aufgetreten war, wurde Ben Goldberg auf Sons and Daughters aufmerksam und nahm die Band für sein Label Ba Da Bing unter Vertrag. Dort erschien das 25 Minuten lange Love the Cup. 2004 wurde die Band von Domino Records unter Vertrag genommen. Nachdem dort das Album Repulsion Box erschienen war, tourte die Gruppe unter anderem als Vorband von Morrissey. Das 2008 erschienene Album This Gift wurde von Bernard Butler, dem ehemaligen Gitarristen der Band Suede, produziert. 2011 erschien das Album Mirror Mirror.
Nach Abschluss der Tour zu diesem Album verkündete die Band am 2. November 2012, dass man sich getrennt habe.

## Verwendung von Liedern in Film und Fernsehen
2005 wurde das Lied Blood in der Serie Weeds verwendet und fand sich in diesem Jahr auch auf dem Soundtrack-Album zur ersten Staffel. 2006 wurde das Lied Broken Bones (vom Album Love the Cup) Teil der Filmmusik des Episodenfilms Die Österreichische Methode. Ein Jahr darauf fand das Lied Verwendung in dem Film Hallam Foe – This Is My Story. 

## Diskografie

### Alben
| Jahr | Titel             | Höchstplatzierung, Gesamtwochen, AuszeichnungChartsChartplatzierungen (Jahr, Titel, Platzierungen, Wochen, Auszeichnungen, Anmerkungen) | Anmerkungen |
| Jahr | Titel             | UK | Anmerkungen |
| ---- | ----------------- | --- | ----------- |
| 2005 | The Repulsion Box | UK70 (1 Wo.)UK |             |
| 2008 | This Gift         | UK66 (1 Wo.)UK |             |

Weitere Alben
- 2004: Love the Cup (7 Track Mini-Album)
- 2011: Mirror Mirror

### Singles
| Jahr | Titel Album                           | Höchstplatzierung, Gesamtwochen, AuszeichnungChartsChartplatzierungen (Jahr, Titel, Album, Platzierungen, Wochen, Auszeichnungen, Anmerkungen) | Anmerkungen |
| Jahr | Titel Album                           | UK | Anmerkungen |
| ---- | ------------------------------------- | --- | ----------- |
| 2004 | Johnny Cash Love The Cup              | UK68 (2 Wo.)UK |             |
| 2005 | Dance Me In The Repulsion Box         | UK40 (2 Wo.)UK |             |
| 2005 | Taste the Last Girl The Repulsion Box | UK75 (1 Wo.)UK |             |
| 2008 | Darling / This Gift This Gift         | UK86 (1 Wo.)UK |             |

Weitere Singles
- 2007: Gilt Complex (B-Seite: Killer)
- 2011: Breaking Fun
- 2011: Rose Red